# Individual Choice
Individual Choice (al español Elección Individual) es un álbum del violinista de jazz fusion Jean-Luc Ponty. Grabado en 1983 y lanzado el mismo año bajo el sello Atlantic Records. Es el primer álbum en el que Ponty toca prácticamente todos los pasajes musicales, incluyendo el violín y el sintetizador. 
Sobre la base de la canción que da origen al título del disco Louis Schwartzberg hizo un video en time-lapse, el que fue puesto al aire únicamente en la serie estadounidense Night Flight. El video es raro y actualmente difícil de encontrar.

## Lista de canciones
1. "Computer Incantations for World Peace" – 5:41
2. "Far from the Beaten Paths" – 5:59
3. "In Spiritual Love" – 7:01
4. "Eulogy to Oscar Romero" – 2:32
5. "Nostalgia" – 5:02
6. "Individual Choice" – 4:56
7. "In Spite of All" – 5:55

## Personal
- Jean-Luc Ponty – violín eléctrico, sintetizador, ritmo computacional

En algunas canciones específicas colaboran también:
- Allan Holdsworth – guitarra
- Randy Jackson – bajo
- Rayford Griffin – batería
- George Duke – sintetizador

- Datos: Q11683131